# Sosnówek
Sosnówek – wieś w Polsce, w województwie mazowieckim, w powiecie przasnyskim, w gminie Chorzele.
Do 2023 miejscowość była przysiółkiem wsi Łaz.
Do 10 listopada 1924 wieś Sosnówek nosiła nazwę: Kopiejka (gmina Zaręby, powiat przasnyski). W latach 1975–1998 przysiółek administracyjnie należał do województwa ostrołęckiego.
W okresie międzywojennym w miejscowości stacjonowała placówka Straży Celnej „Sosnówek” a następnie placówka Straży Granicznej I linii „Sosnówek”.
Wierni kościoła rzymskokatolickiego należą do parafii św. Mikołaja w Chorzelach.